# Jack Turner (baloncestista de 1930)
Jackie Lee "Jack" Turner (Bedford, Indiana, 29 de junio de 1930-ibídem, 5 de octubre de 2014) fue un jugador de baloncesto estadounidense que disputó una temporada en la NBA. Con 1,93 metros de estatura, jugaba en la posición de base.

## Trayectoria deportiva

### Universidad
Jugó durante cuatro temporadas con los Hilltoppers de la Universidad de Western Kentucky, en las que promedió 10,4 puntos por partido. Entremedias, tuvo que cumplir el servicio militar, lo que le mantuvo dos años alejado de las canchas. Fue elegido en 1954 en el mejor quinteto de la Ohio Valley Conference.

### Profesional
Fue elegido en la octava posición del Draft de la NBA de 1954 por New York Knicks, equipo en el que disputó su única temporada como profesional, en la que promedió 4,3 puntos y 2,4 rebotes por partido.

## Estadísticas de su carrera en la NBA

### Temporada regular
| Temporada | Edad | Equipo          | Liga | P  | TIT | MIN  | TC  | TCA | %TC  | 3P | 3PA | %3P | TL  | TLA | %TL  | R.OF. | R.DEF. | REB | ASIS | ROB | TAP | PER | FP  | PTS |
| 1954-55   | 24   | New York Knicks | NBA  | 65 |     | 14.2 | 1.7 | 4.7 | .360 |    |     |     | 0.9 | 1.2 | .789 |       |        | 2.4 | 1.2  |     |     |     | 1.2 | 4.3 |
| Total     |      |                 | NBA  | 65 |     | 14.2 | 1.7 | 4.7 | .360 |    |     |     | 0.9 | 1.2 | .789 |       |        | 2.4 | 1.2  |     |     |     | 1.2 | 4.3 |

### Playoffs
| Temporada | Edad | Equipo          | Liga | P | MIN | TCA | TC | 3PA | 3P | TLA | TL | R.OF. | REB | ASIS | ROB | TAP | PER | FP | PTS | %TC  | %3P | %FT  | MIN | PTS | REB | AST |
| 1954-55   | 24   | New York Knicks | NBA  | 2 | 16  | 2   | 6  |     |    | 1   | 3  |       | 4   | 2    |     |     |     | 1  | 5   | .333 |     | .333 | 8.0 | 2.5 | 2.0 | 1.0 |
| Total     |      |                 | NBA  | 2 | 16  | 2   | 6  |     |    | 1   | 3  |       | 4   | 2    |     |     |     | 1  | 5   | .333 |     | .333 | 8.0 | 2.5 | 2.0 | 1.0 |